# Hovedserien
Hovedserien, que em português significa liga principal, foi o nome do Campeonato Norueguês do ano 1948 a 1962. Em 1948, o nome sucedeu o antigo Norgesserien, que por sua vez, foi substituído pela 1. Divisjon. Com seis conquistas na época, o maior campeão da edição do campeonato foi o Fredrikstad.